# بيتر لامبرت
بيتر لامبرت (بالإنجليزية: Peter Lambert)‏ هو مجدف بريطاني، ولد في 3 ديسمبر 1986 في جوهانسبرغ في جنوب أفريقيا.

## وصلات خارجية
- بيتر لامبرت على موقع الاتحاد الدولي للتجديف (الإنجليزية)
- بيتر لامبرت على موقع اللجنة الأولمبية الدولية (الإنجليزية)
- بيتر لامبرت على موقع أوليمبيديا (الإنجليزية)
- بيتر لامبرت على موقع اللجنة الأولمبية البريطانية (الإنجليزية)